# Nožaj-Jurt
Nožaj-Jurt (in russo Ножай-Юрт?; in ceceno: Нажи-Йурт) è un villaggio della Russia che si trova nella Repubblica Autonoma della Cecenia. È il centro amministrativo del distretto Nožaj-Jurtovskij.
È situato 90 km a sud-est della città di Groznyj; è attraversato dal fiume Jamansu.